# Index.dat
I Microsoft Windows-operativsystemet bliver filen Index.dat brugt af Internet Explorer-webbrowseren.
Index.dat-filen fungerer som en aktiv database, der kører, så længe Windows er aktiv. Den fungerer som et depot for information såsom webaddresser, foretagne søgninger samt nyligt åbnede filer.
Dens rolle er lig den, der bliver brugt i databaser, hvor en teknik kaldet "at indeksere" lagrer indholdet af databasen i en anden rækkefølge for at kunne forøge hastigheden på forespørgsler i databasen.
Index.dat filen fungerer på samme måde, når autofuldførelsesfunktionen er aktiveret i Internet Explorer. Alle tidligere besøgte webaddresser bliver arrangeret i index.dat filen, hvilket tillader Internet Explorer at komme med forslag til, hvad en bruger indtaster i et tekstfelt i browseren.
Filer bliver desuden gemt lokalt på harddisken og bliver brugt næste gang, brugeren er inde på siden, for at undgå at skulle hente den igen, hvilket dermed sparer tid.
Foruden tekst bliver der desuden gemt forskellige tidsstemplinger til hver oplysning/tilgang i filen. Disse indeholder blandt andet, hvornår oplysningen blev dannet samt hvornår den sidst blev tilgået.
Der findes forskellige index.dat filer alt efter anvendelse samt en for hver bruger på computeren således at brugeren samt dennes færden senere kan identificeres.
Time-Warner/AOL (Der ejer Mozilla)'s Firefox og Netscape bruger en lignende fil, der bliver kaldt History.dat.
Indholdet af index.dat samt history.dat er ikke umiddelbart tilgængeligt for brugeren, men kan tilgås via forskellige programmer.

## Spyware
Nogle personer kan opfatte Index.dat og History.dat som Spyware-programmer, da de samler på oplysninger om ens adfærd på nettet og gemmer oplysninger om hvilke hjemmesider man besøger. Som nævnt ovenfor man ikke selv læse oplysningerne, men et program kan læse Index.dat filen og videregive informationer uden at man er klar over det. Der findes programmer der kan slette indhold i Index.dat og History.dat og også rydde op i andet "snavs" på computeren.
Et eksempel er Index.dat Suite som man kan downloade gratis.
Et andet eksempel er CCleaner som er et freeware program der også kan hentes gratis.  (kan rydde op i både Index.dat og History.dat)